# Ширино (Московская область)
Ширино — деревня в Можайском районе Московской области в составе Юрловского сельского поселения. Численность постоянного населения по Всероссийской переписи 2010 года — 54 человека. До 2006 года Ширино входило в состав Юрловского сельского округа.
Деревня расположена в южной части района, у истоков безымянного правого притока реки Берега (приток Протвы), примерно в 30 км к юго-западу от Можайска, высота центра над уровнем моря 218 м. Ближайшие населённые пункты — Юрлово на северо-востоке, Корытцево на северо-западе и Головино на юго-западе.